# Westerdoksluis
De Westerdoksluis is een basculebrug in Amsterdam-Centrum.
De brug ligt over de verbinding tussen het Westerdok en het IJ. Ze vormt de verbinding in de Stadsroute 100 tussen de Westerdokskade/De Ruijterkade aan de zuidkant en de Westerdoksdijk op het Westerdokseiland aan de noordzijde.

## Geschiedenis

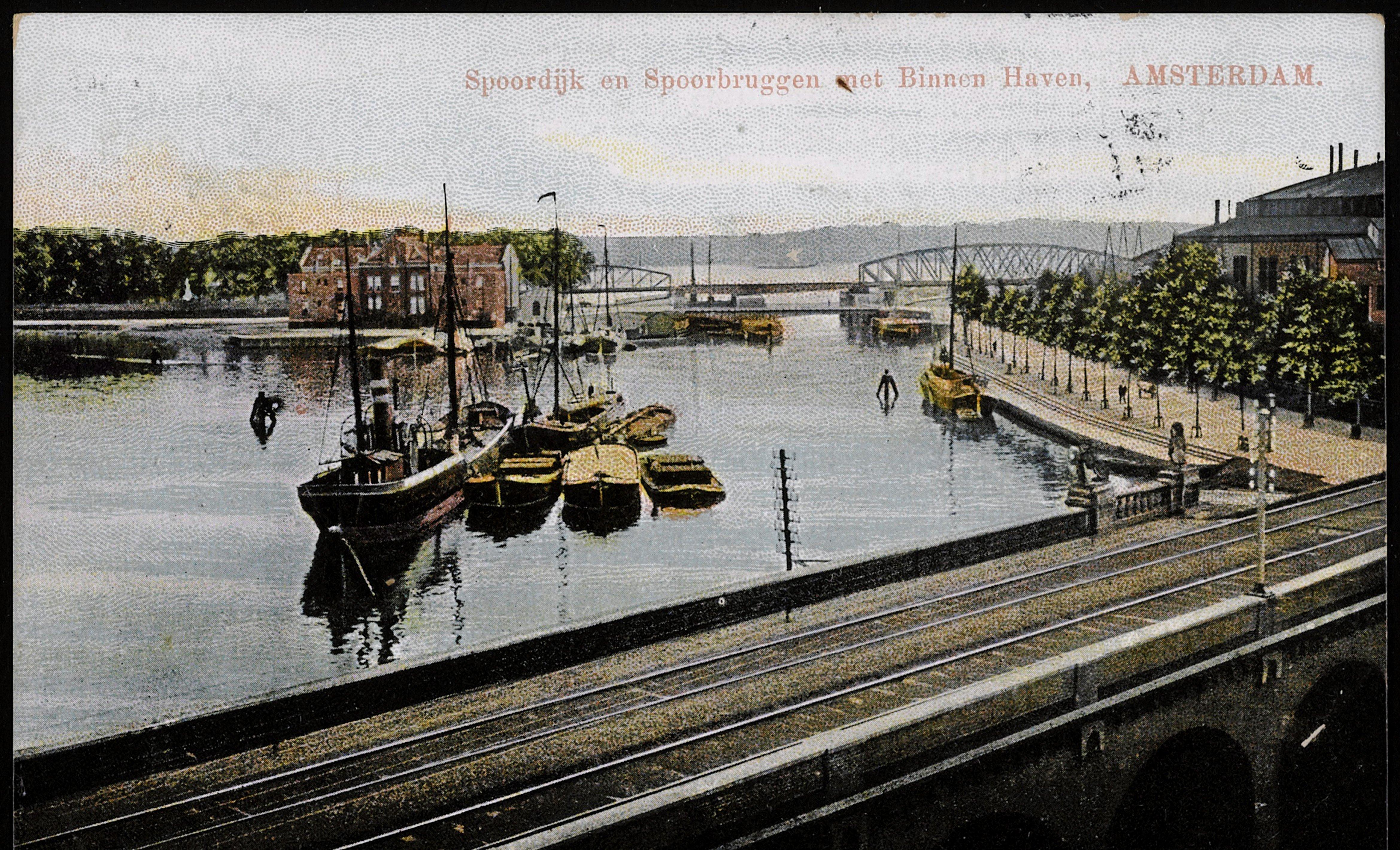
De vier bruggen in 1909 met brug 314 voor de drie spoorbruggen.

Aan de noordzijde lag voor ruim een eeuw een spoorwegemplacement. In 1878 kwamen er een ijzeren ongelijkarmige draaibrug en vaste spoorbrug (brugnummers 326 en 343) over het water en twee vaste bruggen (bruggen 95 en 104) over de kades. Even ten westen daarvan kwam nog een draaibrug voor het verkeer (brug 314).  Midden jaren vijftig kwamen de ideeën voor een IJ-boulevard van de grond, waarbij op het Westerdokseiland allerlei gebouwen zouden komen, die gericht waren op de havenactiviteiten. Het Havengebouw van Willem Dudok vormde daar een onderdeel van.
De gemeente had haast want het autoverkeer op de nog met de hand bediende draaibrug liep nogal eens vast. Er werden ijzeren balken aangesleept en op een terrein nabij de brug opgeslagen, toen het project te maken kreeg met een bestedingsbeperkingdecreet vanuit Den Haag. Het gehele project liep vertraging op, zodat het bouwmateriaal schade opliep, doordat het opgeslagen ijzer begon te roesten. Amsterdam had toen voor 37 miljoen gulden aan wensen ingediend, waarvan 2,5 miljoen voor deze brug. Bouwstop of niet, Amsterdam mocht na een beperking van het bestedingsverbod in september 1958 toch beginnen; de kosten waren toen al opgelopen tot 2,7 miljoen. Het gehele complex werd afgedamd inclusief de onderdoorvaart van de spoorbrug. Bovendien kwam er voor het verkeer een noodbrug, ongeveer op de plaats waar in de 21e eeuw de Han Lammersbrug ligt. In de jaren 1959 en 1960 werd vervolgens de nieuwe elektrisch te bedienen basculebrug geplaatst. Het geheel kreeg een constructie van gewapend beton, granieten bekleding (landhoofden), een stalen beweegbaar gedeelte en aluminium leuningen.
Het ontwerp daarvan kwam van Dick Slebos werkend bij de Dienst der Publieke Werken. Het (voor die tijd) enorme stalen gevaarte van 285 ton werd vervaardigd door Constructiewerkplaats NV, die gevestigd was aan de Valkenweg in Amsterdam-Noord. De brug was voor wat betreft breedte van 22,6 meter voorbereid op haar toekomst. Er moest een 45 pk motor aan te pas komen om de bascule in beweging te krijgen. De brug kreeg een aluminium brugwachtershuisje aan de noordkant voor de bediening, want er was in 1960 nog voldoende scheepvaart met mastvoerende schepen. Later was ze alleen van nut voor plezierjachten in de Staande mastroute, maar ook dat verkeer werd later gestaakt.
<<< · 300 · 301 · 302 · 303 · 304 · 305 · 306 · 307 · 308 · 309 · 310 · 311 · 312 · 313 · 314 · 315 · 316 · 317 · 318 · 320 · 321 · 322 · 323 · 324 · 325 · 327 · 328 · 330 · 331 · 332 · 333 · 334 · 335 · 336 · 337 · 338 · 339 · 340 · 341 · 342 · 343 · 344 · 345 · 346 · 347 · 348 · 349 · 350 · 351 · 352 · 353 · 354 · 355 · 356 · 357 · 358 · 359 · 360 · 361 · 362 · 363 · 364 · 365 · 366 · 367 · 368 · 371 · 372 · 373 · 374 · 375 · 376 · 377 · 378 · 379 · 380 · 381 · 382 · 383 · 385 · 386 · 387 · 388 · 389 · 390 · 391 · 392 · 393 · 394 · 395 · 396 · 397 · 398 · 399 · >>>
Brugnummers 319, 326, 329 (tijdelijke duiker in de Ringspoordijk), 369, 370, 384 zijn niet (meer) vergeven.